# Dear Prudence
"Dear Prudence" é uma canção dos Beatles composta por John Lennon, creditada a dupla Lennon-McCartney, e lançada no álbum The Beatles ou "Álbum Branco" de 1968. A gravação teve início em 28 de agosto de 1968, e foi concluída em 13 de outubro de 1968. A gravação foi feita em apenas um take e é continuação de "Back in the U.S.S.R."

## Origens da criação
John Lennon escreveu esta música em Rishikesh, na Índia, durante a viagem que os Beatles fizeram para realizar um curso de meditação transcendental com o Maharishi Mahesh Yogi, de fevereiro a abril de 1968. Além deles, várias outras personalidades artísticas estavam presentes, como Mike Love dos Beach Boys e entre eles a atriz Mia Farrow, que levara a sua irmã Prudence Farrow junto.
Prudence não participava das atividades com as outras pessoas do grupo; só queria ficar em sua cabana treinando meditação. Apesar das insistências, nada fazia com que ela saísse de seu enclausuramento. John, preocupado, tentou de qualquer maneira, alegrar Prudence cantando canções dos Beatles e fazendo suas palhaçadas. Resolveu então, fazer esta música para que ela abandonasse a sua solidão e viesse participar das outras atividades do campo ("to come out to play"). 
Um amigo de John e da banda, Donovan, ensinou a técnica do dedilhado no violão (que John usaria muitas vezes depois) e no final da mesma noite em que ele fez a letra, a base da melodia já estava pronta.
Atualmente Prudence Farrow e seu marido são professores e ambos continuam praticando avançadas técnicas de meditação transcendental.

## Letra
John escreveu a letra totalmente pensando na mensagem que queria transmitir para Prudence. Na letra ele fala para querida Prudence, para ela vir se juntar ao grupo e saudar a manhã, pois o dia está lindo tal qual ela o é. Ele também pede que ela abra os olhos para ver o sol brilhar, pois o vento está calmo e os pássaros cantarão e que ela faz parte de tudo isso. John pede para vê-la sorrir, como uma pequena criança. As nuvens farão uma cadeia de margaridas, então por que não vê-la sorrir?
Da primeira letra, ele fez alguns retoques, finalizando-a como é conhecida hoje.

## Gravação
Esta canção foi gravada no Trident Studios, em oito canais, nos dias 28 e 29 de agosto de 1968. Ela foi concluída no dia 13 de outubro, no Abbey Road Studios, com um remix para estéreo.
Ringo Starr não participou da canção, pois ele havia se aborrecido com Paul e com o clima das sessões de gravação deste álbum, tendo, por alguns dias, abandonado o trabalho com os seus companheiros. Paul McCartney assumiu as baquetas durante o período em que Ringo esteve ausente (além desta música, ele gravou “Back in the U.S.S.R.”). Starr retornou após um pedido de desculpas pela banda com flores espalhadas pela sua bateria, um presente especial de George Harrison.

## Os músicos
- John Lennon: vocal principal (com overdub), violão
- Paul McCartney: vocal de apoio, baixo, piano, bateria, pandeirola e palmas.
- George Harrison: guitarra, vocal de apoio e palmas.
- Mal Evans  e Jackie Lomax contribuíram com vocais de apoio e palmas.

Nota: Ringo Starr não estava presente na sessão de gravação.